# ネクスターズ
株式会社ネクスターズ（Nexters Global LTD）は、キプロスのリマソールに本社を置くキプロス発のビデオゲーム会社。アンドレイ・ファデエフとボリス・ゲルツォフスキーによって2014年に設立。ソーシャルゲーム『スローンラッシュ』と『ヒーローウォーズ』を運営し、2022年にはヨーロッパのトップ2の独立系モバイルゲーム会社となった。

## 沿革
2010年、アンドレイ・ファデエフはソーシャルゲーム開発スタジオであるProgrestar社を経営していた時、将来の友人でありゲーム開発者の仲間であるボリス・ゲルツォフスキーに初めて会う。ボリス・ゲルツォフスキーはソーシャルゲーム開発スタジオのCrazy Bit社の社長に就任。その後間もなく、Crazy BitとProgrestarはパートナーシップを締結。両チームは新しい共有オフィススペースに移転。
2013年、Progrestarはソーシャルゲーム『スローンラッシュ（Throne Rush）』をリリース。
2014年、ファデエフとゲルツォフスキーはチーム「ネクスターズ」を結成。ソーシャルネットワークゲーム『アイランドエクスペリメント』をネクスターズとして最初にリリース。
2016年、ネクスターズはキプロスに本社を設立。同時に、アクションRPG『ヒーローウォーズ（Hero Wars）』リリース。
2018年、Playrixの創設者であるイゴール・ブクマン兄弟とドミトリー・ブクマン兄弟がネクスターズの株式を取得。
2020年、318万ドルの資本金と120万ドルの株式資金を生み出しました。世界市場からの資金獲得内訳は米国35%、欧州23%、アジア19%。主力製品である『ヒーローウォーズ』は、2020年にiOSとAndroidあわせて36万ダウンロードにおよぶ。
2021年1月、キスメットアクイジションワンコーポレーションとのSPAC取引を通じてナスダックに上場すると発表。この合併により、ネクスターズは9億ドルと評価されました。同年8月27日、ナスダックに上場。
2022年6月28日、ナスダックは、ネクスターズ社の実態はロシア拠点の会社であるとし、ナスダックの取引を停止。ウクライナ侵攻のためにロシアに課された経済制裁によるもの。

## 商品
| 年   | 題名             | ゲーム種          | プラットフォーム                    | Ref   |
| ---- | ---------------- | ----------------- | ----------------------------------- | ----- |
| 2013 | Throne Rush      | Strategy          | iOS, Android, Facebook              |       |
| 2016 | Hero Wars        | Fantasy RPG       | iOS, Android, Facebook, Web Browser |       |
| 2021 | Chibi Island     | Farming Adventure | iOS, Android                        | [ 8 ] |
| 2021 | Island Questaway | Farming Adventure | iOS, Android, Web Browser           | [ 8 ] |
| 2023 | Puzzle Odyssey   | Tile-matching     | TBD                                 | [ 8 ] |